# Viktorija Kutuzovová
Viktorija Kutuzovová ukr.: Вікторія Валеріївна Кутузова, (* 19. srpna 1988, Oděsa, Ukrajina tehdy Sovětský svaz) je současná ukrajinská profesionální tenistka. Její nejvyšším umístěním na žebříčku WTA ve dvouhře bylo 76. místo (28. listopad 2005) a ve čtyřhře 285. místo (20. duben 2009). Na okruhu WTA dosud nevyhrála žádný turnaj. Na okruhu ITF zvítězila na 4 turnajích ve dvouhře.

## Finálové účasti na turnajích WTA (0)
Žádného finále na WTA se neúčastnila.

## Vítězství na okruhu ITF (4)

### Dvouhra (4)
| Č. | Datum              | Turnaj         | Dotace    | Povrch     | Soupeřka ve finále  | Výsledek      |
| 1. | 20. listopad, 2005 | Deauville      | 50 000 $  | antuka (h) | Cvetana Pironkovová | 6-4, 7-6(2)   |
| 2. | 27. listopad, 2005 | Poitiers       | 75 000 $  | tvrdý (h)  | Maret Aniová        | 6-3, 3-6, 6-4 |
| 3. | 19. listopad, 2006 | Deauville      | 50 000 $  | antuka (h) | Alberta Briantiová  | 6-1, 6-2      |
| 4. | 4. květen, 2008    | Cagnes-Sur-Mer | 100 000 $ | antuka     | Maret Aniová        | 6-1, 7-5      |

## Fed Cup
Viktorija Kutuzovová se zúčastnila 1 zápasu ve Fed Cupu za tým Ukrajiny s bilancí 0-1 ve čtyřhře.

## Postavení na žebříčku WTA na konci sezóny

### Dvouhra
| Rok    | 2003 | 2004   | 2005   | 2006   | 2007   | 2008   | 2009  |
| Pořadí | 272. | ▼ 471. | ▲ 110. | ▲ 107. | ▼ 171. | ▲ 141. | ▲ 87. |

### Čtyřhra
| Rok    | 2006 | 2007   | 2008   | 2009   |
| Pořadí | 319. | ▼ 790. | ▲ 471. | ▲ 350. |